# Barney Josephson
Barney Josephson (1902-1988) fue el fundador y propietario del Café Society en Greenwich Village, primer club nocturno interracial de Nueva York por el que pasaron y se dieron a conocer numerosas figuras del Jazz y artistas de todo tipo. 
Josephson se graduó en la Escuela Secundaria de Trenton, Nueva Jersey, poniéndose posteriormente a trabajar en la zapatería de su hermano David. Tras la quiebra de la tienda durante la depresión, aún trabajó en otra zapatería en Atlantic City. En un viaje por Europa conoció los cabaret de Berlín y Praga de la época, enamorándose de ellos; Josephson de adscripción comunista reparó en su faceta de contestación política, volviendo a EE. UU. dispuesto a abrir algo parecido. 
En aquella época eran frecuentes los clubes en los que actuaban negros para una audiencia blanca, de la que se encontraba excluida el colectivo negro. Josephson conocía el Cotton Club, en el que difícilmente podía encontrarse a algún espectador de raza negra en sus lugares más escondidos; en el escenario, músicos negros, cuerpo de ballet compuesto por bailarinas mulatas de piel cobriza, servicio también de raza negra y espectadores blancos. Le resultaba en extremo perverso y se propuso abrir un club en el que no existiese discriminación racial y, al tiempo, fuese vivero de talentos: 

Quería un club donde los negros y los blancos trabajaran juntos en el escenario y se sentaran juntos frente a este. [...]  Hasta donde yo sé, no había un lugar así en Nueva York, ni quizá en todo el país.
B. Josephson.

Tomó prestados 6000 dólares, alquiló un sótano en el N.º 1 de la plaza Sheridan y en 1938 quedó inaugurado el Cafe Society. Se dejó aconsejar por el productor discográfico John Hammond quien se hizo cargo de la programación. Entre los aciertos de Hammond estuvo el proponer para la inauguración del local a una por entonces casi desconocida Billie Holiday que se convirtió en habitual durante los siguientes nueve meses, dando allí a conocer, en 1939, su más trascendente éxito: Strange Fruit.
Josephson detestaba el elitismo, el rótulo del local "Cafe Society" fue un sarcasmo ya que así era como se calificaba con admiración a la clase alta que frecuentaba los clubes nocturnos, clubes que coincidía, estaban bajo la influencia de gánsters. Habló de su club como «el lugar equivocado para las personas correctas», o derechas (“the wrong place for the Right people”), prestándose a dobles lecturas.
El Cafe Society se distinguió por ser el club en el que los negros entraban por la puerta principal y en el que adquirieron popularidad numerosos artistas, principalmente músicos de jazz, pero también artistas de todo tipo. Entre ellos: Billie Holiday, Alberta Hunter, Lena Horne, Sarah Vaughan, Big Joe Turner, Art Tatum, Mary Lou Williams, Jack Gilford, Zero Mostel, Imogene Coca, Carol Channing Distinguiéndose también por significarse contra el segregacionismo racial, pero también el sexual, y constituir tertulias políticas de izquierda. 
En 1940 abrió otro local en la calle 58, una zona más céntrica de Nueva York: Cafe Society Uptown, durante varios años ambos clubes funcionaron bien siendo rentables. Hasta que en 1947, después de estar él y sus clubes durante años bajo sospecha, su hermano Leon, destacado miembro del partido Comunista, fue llamado a declarar por el Comité de Actividades Antiestadounidenses y fue condenado por desacato al negase a declarar, momento en el que FBI y prensa mantienen al Cafe Society en su punto de mira, la asistencia de público disminuye y en 1948 Josephson se ve obligado a cerrar.
Con el paso de los años, en la década de 1960 abrió otro establecimiento, The Cookery, ya sin la proyección del Cafe Society, aunque intentando encontrar aquella misma línea. En él reapareció Alberta Hunter.   
El 29 de septiembre de 1988 murió en el Hospital St. Vincent's neoyorquino de una hemorragia gastrointestinal a los 86 años de edad.